# Centro-Sul Cearense
Centro-Sul Cearense is een van de zeven mesoregio's van de Braziliaanse deelstaat Ceará. Zij grenst aan de deelstaten Paraíba in het oosten en Rio Grande do Norte in het noordoosten en de mesoregio's Jaguaribe in het noordoosten, Sertões Cearenses in het noorden en westen en Sul Cearense in het zuiden. De mesoregio heeft een oppervlakte van ca. 9944 km². Midden 2004 werd het inwoneraantal geschat op 367.660.
Drie microregio's behoren tot deze mesoregio:
- Iguatu
- Lavras da Mangabeira
- Várzea Alegre

Mesoregio's: Centro-Sul Cearense · Jaguaribe · Metropolitana de Fortaleza · Noroeste Cearense · Norte Cearense · Sertões Cearenses · Sul Cearense

Microregio's: Baixo Curu · Baixo Jaguaribe · Barro · Baturité · Brejo Santo · Canindé · Cariri · Caririaçu · Cascavel · Chapada do Araripe · Chorozinho · Coreaú · Fortaleza · Ibiapaba · Iguatu · Ipu · Itapipoca · Lavras da Mangabeira · Litoral de Aracati · Litoral de Camocim e Acaraú · Médio Curu · Médio Jaguaribe · Meruoca · Pacajus · Santa Quitéria · Serra do Pereiro · Sertão de Crateús · Sertão de Inhamuns · Sertão de Quixeramobim · Sertão de Senador Pompeu · Sobral · Uruburetama · Várzea Alegre